# بوريليا يابانية
بوريليا يابانية (بالإنجليزية: Borrelia japonica)‏ هي نوع من البكتيريا، سلبية الغرام، تتبع البوريليا.

## روابط خارجية
- (بالfr+en) مرجع موسوعة الحياة (EOL) : Borrelia japonica